# آيت حرز الله الجنوبية (آيت حرز الله)
آيت حرز الله الجنوبية هي إحدى مشيخات المملكة المغربية، تتبع جغرافيا لإقليم الحاجب وإداريًا لآيت حرز الله. يقدر عدد سكانها بـ 7270 نسمة حسب الإحصاء الرسمي للسكان والسكنى لسنة 2004.